# Jacques d'Aldin

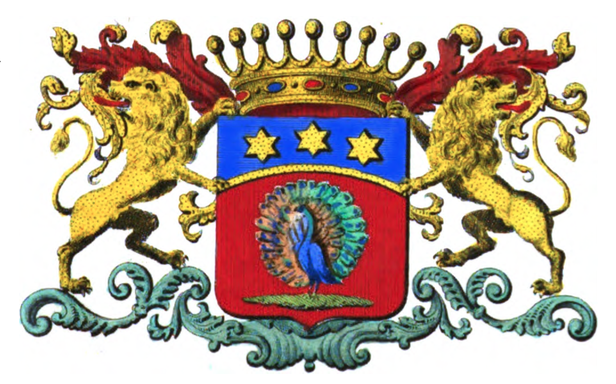
Wapen van de familie d'Aldin

Jacques Louis d'Aldin (Faverolles, Frankrijk, 14 september 1766 - Brussel, 27 juni 1839) was een Zuid-Nederlands edelman van Franse oorsprong.

## Levensloop
Jacques d'Aldin was een zoon van Michel d'Aldin (1737-1766), heer van Fomblaves, en van Anne Chapt de Rastignac. Hij had twee oudere broers: Jean-Antoine (1763) en Guillaume (1765).
Hij bleef in de Zuidelijke Nederlanden wonen nadat hij tegen het einde van de achttiende eeuw getrouwd was in Brussel met Isabelle Hagen (1771-1843). Hij was toen cavalerieofficier en het jonge paar reisde volgens de militaire opdrachten die hij opgelegd kreeg. Dit kan worden afgeleid uit het feit dat hun enige zoon in 1800 werd geboren in Erlangen in Beieren.
Jacques werd onder het Verenigd Koninkrijk der Nederlanden directeur van de posterijen in Bergen. 
In 1822 werd hij ingelijfd in de erfelijke adel, waaruit men mag aannemen dat hij onder het ancien régime al tot de (Franse) adel behoorde. Hij kreeg de titel graaf overdraagbaar op alle afstammelingen. Hij kreeg ook de eretitel van ridder in de Orde van Malta.
Na zijn pensionering woonde hij in Brussel, Wolvengracht 16, en was als eigenaar opgetekend. Hij werd medestichter van de verzekeringmaatschappij Caisse des propriétaires en was tijdens zijn laatste levensjaren commissaris van deze vennootschap.
De enige zoon, Louis d'Aldin (1800-1873), trouwde in 1848 met een Française, Isaure Réaux, weduwe van Jacques Galhaut. Hij werd directeur bij de centrale administratie van spoorwegen, posterijen en telegrafie in Brussel.
Bij gebrek aan afstammelingen doofde de Belgische familie d'Aldin in 1873 uit. In Frankrijk bleven er nog leden van de families d'Aldin en Gervais d'Aldin, tot heden.